# Кубок Легенд
«Ку́бок Леге́нд» — чи не офіційний, товариський, міжнародний мініфутбольний турнір для ветеранів (старше 35 років), який не визнається ні ФІФА, ні УЄФА, перший розіграш якого, Кубок Легенд 2009, відбувся з 31 січня по 1 лютого 2009 року в Москві в Льодовому палаці «Мегаспорт». Матчі в цьому турнірі тривають 40 хвилин (2 тайми по 20 хвилин). У складі команди — 5 польових гравців і воротар. Турнір є традиційним, щорічним із залученням найвідоміших футболістів, які нещодавно закінчили свою кар'єру. Починаючи з третього розіграшу, матиме ім'я Костянтина Єременка .

## Переможці за роками
| Рік  | Місто         | Переможець | Фіналіст   | Рахунок |
| ---- | ------------- | ---------- | ---------- | ------- |
| 2009 | Москва, Росія | Росія      | Іспанія    | 8:4     |
| 2010 | Москва        | Росія      | Іспанія    | 4:2     |
| 2011 | Москва        | Росія      | Нідерланди | 13:4    |

## Переможці за країнами
| Команда    | Переможець           | Фіналіст       |
| ---------- | -------------------- | -------------- |
| Росія      | 3 (2009, 2010, 2011) | -              |
| Іспанія    | -                    | 2 (2009, 2010) |
| Нідерланди | -                    | 1 (2011)       |